# Талапкер (Карабалыкский район)
Талапкер (каз. Талапкер) — упразднённое село в Карабалыкском районе Костанайской области Казахстана. Исключено из учётных данных в 2023 году. Входило в состав Боскольского сельского округа. Находится примерно в 49 км к западу от районного центра, посёлка Карабалык. Код КАТО — 395035300.

## Население
В 1999 году население села составляло 259 человек (120 мужчин и 139 женщин). По данным переписи 2009 года, в селе проживало 128 человек (67 мужчин и 61 женщина).